# Combate (programa de televisión de Perú)
Combate fue un programa de la televisión peruana, emitido por ATV. El programa se inspira de Combate, del canal RTS, franquicia ecuatoriana estrenado originalmente en 2010 en Ecuador. Estuvo conducido por Gian Piero Díaz y Renzo Schuller. Se estrenó el 27 de junio del 2011, hasta su fin el 28 de diciembre de 2018.

## Mecánica
En su etapa inicial estuvo conformado por dos equipos «Verde» y «Rojo». Ambos se enfrentaban en pruebas físicas y mentales para ser el campeón de la temporada.
En su quinta temporada, se conformó por cuatro equipos llamados «naciones», en representación a los cuatro elementos (agua, tierra, fuego y aire). Ambos se enfrentan en un Trono de Hierro, nada relacionado al usado en la serie de televisión Juego de Tronos sino a la serie animada Avatar: la leyenda de Aang, al combinar los cuatro elementos y sus respectivas simbologías para cada equipo. Sin embargo, a mitad de temporada, se realizó el «Torneo fusión» en donde se fusionaron las cuatro naciones en dos y revirtieron a los tradicionales equipos Verde y Rojo.

## Producción
A mediados de 2011, se confirmó una reestructuración tras la cancelación de Dame que te doy en su intentento de competir contra Habacilar y El último pasajero. Piero Díaz y Schuller, quienes fueron contratados por el canal, permanecieron en la conducción. Contó con la voz de Luis Enrique Outten denominado como "el jefe", quien asumió como portavoz de la producción del programa.
El programa generó popularidad en el año 2012. Además de su aceptación a la audiencia juvenil, alcanzó el millón de seguidores en Facebook y para celebrarlo se realizó un evento multitudinario en el Estadio de San Marcos. Para el 2014, alcanza el récord de los 2 millones.
En septiembre del 2015, Jazmín Pinedo anuncia su retiro de la conducción adicional del programa. En diciembre del mismo año, Gian Piero Díaz y Renzo Schuller anuncian su salida temporal de la conducción, así como la productora Marisol Crousillat. En enero de 2016 Coco Maggio fue nombrado como el nuevo conductor de Combate, días después Vanessa Jerí fue nombrada coconductora.
Luego, en la temporada 11 de Combate, Vanessa Jerí no llega a un acuerdo de renovación de contrato con ATV entonces se tuvo que despedir del programa dejándole el puesto a Cinthya Coppiano que condujo el programa junto a Coco Maggio. Sin embargo el 12 de septiembre de 2016 regresaron a la conducción Gian Piero Díaz y Renzo Schuller.
Desde el 24 de septiembre de 2018 hasta la primera semana de noviembre empezó la nueva temporada denominada "El Origen del Origen", que enfrentó a dos productoras, la original Marisol Crousillat y su acompañante que trabajó para América Televisión Cathy Sáenz. De ahí regresó el día 5 de noviembre del 2018, para su temporada final a los equipos "verde" y "rojo". El 13 de diciembre, Gian Piero Díaz anunció que esa sería la última temporada de Combate y que la final sería al día siguiente, siendo el último programa en vivo el 14 de diciembre de 2018. Hasta el 28 de diciembre de 2018 se emitirán programas grabados previamente a la gran final de la temporada como especiales de combate de verano donde los participantes del programa sin equipos fijos compiten por premios. 
En 2018 el combatiente (denominación usada para referirse a los concursantes) Mario Hart se vuelve el tercer conductor del programa. Desde "El Origen del Origen"  Gino Pesaressi empezó también a conducir el programa como cuarto conductor.

## Temporadas
| Año  | Temp.                | Título                         | Estreno                  | Ganadores          | Rojos vs. Verdes                    | Rojos vs. Verdes     | Ref.           |
| ---- | -------------------- | ------------------------------ | ------------------------ | ------------------ | ----------------------------------- | -------------------- | -------------- |
| Año  | Temp.                | Título                         | Estreno                  | Ganadores          | El mejor combatiente                | La mejor combatiente |                |
| 2011 | 1                    | Combate                        | 27 de junio de 2011      | Equipo Verde       | -                                   | -                    |                |
| 2011 | 2                    | Combate                        | 28 de octubre de 2011    | Equipo Rojo        | -                                   | -                    |                |
| 2012 | 2                    | Combate                        | 28 de octubre de 2011    | Equipo Rojo        | -                                   | -                    |                |
| 3    | 6 de agosto de 2012  | Combate                        | Equipo Verde             | Mario Irivarren    | Diana Sánchez y Alejandra Baigorria | [ 21 ]               |                |
| 3    | 6 de agosto de 2012  | Combate                        | Equipo Verde             | Mario Irivarren    | Diana Sánchez y Alejandra Baigorria | [ 21 ]               | 2013           |
| 3    | Combate: La revancha | 23 de diciembre de 2013        | Equipo Verde             | Mario Irivarren    | Diana Sánchez                       |                      |                |
| 4    | Combate              | 9 de agosto de 2013            | Equipo Rojo              | Mario Irivarren    | [ 22 ]                              |                      |                |
| 4    | 2014                 | Combate: Verano Extremo        | Equipo Rojo              | Mario Irivarren    | [ 22 ]                              | 13 de enero del 2014 |                |
| 5    | 2014                 | Combate: La Lucha por el trono | Equipo Rojo              | 19 de mayo de 2014 | [ 22 ]                              | Fabio Agostini       | Macarena Vélez |
| 6    | 2014                 | Combate en tu Barrio           | 4 de noviembre de 2014   | Equipo Verde       | Francisco "Pancho" Rodríguez        | Korina Rivadeneira   |                |
| 2015 | 7                    | Combate                        | 19 de enero de 2015      | Equipo Rojo        | Said Palao                          | Yamila Piñero        |                |
| 2015 | 8                    | Combate                        | 24 de junio del 2015     | Equipo Rojo        | Francisco "Pancho" Rodríguez        | Karen Dejo           |                |
| 2015 | 9                    | Combate                        | 5 de noviembre de 2015   | Equipo Rojo        | Said Palao                          | Karen Dejo           |                |
| 2015 | 9                    | Combate                        | 5 de noviembre de 2015   | Equipo Rojo        | Said Palao                          | Karen Dejo           |                |
| 2016 | 10                   | Combate                        | 15 de febrero del 2016   | Equipo Verde       | Francisco "Pancho" Rodríguez        | Lisset Lanao         |                |
| 2016 | 11                   | Combate                        | 5 de febrero del 2016    | Equipo Verde       | Francisco "Pancho" Rodríguez        | Lisset Lanao         |                |
| 2016 | 12                   | Combate: Temporada Final       | 12 de septiembre de 2016 | Equipo Verde       | Francisco "Pancho" Rodríguez        | Karen Dejo           |                |
| 2017 | 13                   | Combate Comando                | 23 de enero de 2017      | Equipo Verde       | Austin Palao                        | Macarena Vélez       |                |
| 2017 | 14                   | CBT: La unión de las fuerzas   | 20 de junio de 2017      | Equipo Rojo        | Said Palao                          | Ducelia Echevarría   |                |
| 2018 | 15                   | Combate: Con todo, Menos miedo | 28 de enero del 2018     | Equipo Rojo        | Duilio Vallebuona                   | Michela Elías        |                |
| 2018 | 16                   | Combate                        | 5 de noviembre del 2018  | Equipo Verde       | Duilio Vallebuona                   | Michela Elías        |                |

- La primera temporada fue estrenada el 27 de junio de 2011 y finalizó el 27 de octubre de 2011. Esta temporada alcanzó un promedio bajo de sintonía.[23] El ganador fue el "Equipo verde", conformado por: Miguel Rebosio, Mario "Macs" Cayo, Stefano Tosso y Yiddá Eslava.[24][25] Contó con Sandra Arana como reportera.

- La segunda temporada empezó el 28 de octubre de 2011 y finalizó el 3 de agosto de 2012. El ganador fue el "Equipo rojo", conformado por: Julián Zucchi, Yiddá Eslava, Mario Irivarren, Alejandro Benítez "Zumba", Sheyla Rojas y Michael Finseth.[26][27]

- La tercera temporada se inició el 6 de agosto de 2012 y finalizó el 8 de agosto de 2013. El ganador fue el "Equipo verde", conformado por: Mario Hart, Alejandra Baigorria, Israel Dreyfus, Diana Sánchez, David "Pantera" Zegarra y Yiddá Eslava; consagrándose bicampeones. Diana Sánchez y Alejandra Baigorria del "Equipo verde" y Mario Irivarren del "Equipo rojo" obtuvieron el título de mejor combatientes.[28]

- La cuarta temporada empezó el 9 de agosto de 2013 y fue detenida el 20 de noviembre de 2013, dando inicio a la «La revancha» de la temporada anterior. El 23 de diciembre de 2013, la cuarta temporada fue reiniciada. El 13 de enero de 2014, la cuarta temporada reinició otra vez con el nombre de Combate: Verano Extremo, y finalizó el 16 de mayo de 2014. El ganador fue el "Equipo rojo", conformado por: Karen Dejo, Mario Irivarren, Paloma Fiuza, Ernesto Jiménez, Ximena Hoyos y Andrés Gaviño, este último en reemplazo de Erick Sabater; consagrándose bicampeones.[29] Mario Irivarren y Diana Sánchez se consagraron como los mejores competidores de la temporada.

- La quinta temporada inició el 19 de mayo de 2014, llamado «Combate, la lucha por el trono». Los equipos son llamados naciones, las cuales eran «Agua», «Tierra», «Fuego» y «Aire», liderados por un capitán y el brazo, quien es el cocapitán. El 28 de julio de 2014 comenzó el "Torneo fusión" en donde se fusionó las 4 naciones, quedando solo 2.[30] El 5 de agosto de 2014 el programa presentó a la "Nación del Agua" y a la "Nación de la Tierra", los cuales eligieron como colores el "verde" y "rojo" respectivamente y se pasaron a denominar "Nación verde" y "Nación roja".[31] El 3 de noviembre de 2014 finaliza la quinta temporada, la ganadora fue la "Nación roja", conformada por: Miguel Arce (quién reemplazó al capitán Mario Irivarren por una lesión), Paloma Fiuza, Krayg Peña, Korina Rivadeneira, Hugo García, Michelle Soifer y Andre Castañeda; consagrándose tricampeones.[32] Fabio Agostini y Macarena Vélez, pertenecientes a la Nación Verde, obtuvieron el título de mejores combatientes de la temporada.

- La sexta temporada inició el 4 de noviembre de 2014 y finalizó el 19 de diciembre del 2014 y fue titulado «Combate en tu Barrio». El ganador fue el "Equipo verde", conformado por: Mario Hart, Paloma Fiuza, Francisco "Pancho" Rodríguez, Karen Dejo, Israel Dreyfus, Alejandra Baigorria, Eyal Berkover, Yamila Piñero, Miguel Bruinsma, Alondra García Miró, Alejandro Benítez "Zumba" y Álvaro Pérez; consagrándose tricampeones.[33] Además el distrito de La Victoria se consagró como distrito campeón en compañía de los participantes Karen Montenegro y Giussepe Tamburini. Said Palao y Lorelein Palao del distrito Bellavista fueron seleccionados como combatientes oficiales. Francisco "Pancho" Rodríguez del equipo verde y Korina Rivadeneira del "Equipo rojo" obtuvieron el título a mejores combatientes de la temporada.[34]

- La séptima temporada inició el 19 de enero de 2015 y finalizó el 23 de junio del 2015. El ganador fue el "Equipo rojo", conformado por: Mario Irivarren, siendo reemplazado por Austin Palao, Paloma Fiuza, Ernesto Jiménez, Macarena Vélez, Fabio Agostini, Michelle Soifer, Pablo Morcillo y Manuela Garrido Lecca; consagrándose tetracampeones.[35][36] Said Palao y Yamila Piñero, pertenecientes al "Equipo verde", obtuvieron el título de mejores combatientes de la temporada.

- La octava temporada inició el 24 de junio del 2015 y finalizó 4 de noviembre de 2015. El ganador fue el "Equipo Rojo", conformado por: Mario Irivarren, Paloma Fiuza, Francisco "Pancho" Rodríguez, André Castañeda, Yamila Piñero y Miguel Arce; consagrándose pentacampeones. Francisco "Pancho" Rodríguez perteneciente al "Equipo rojo" y Karen Dejo perteneciente al "Equipo verde", obtuvieron el título de mejores combatientes de la temporada.

- La novena temporada inició el 5 de noviembre de 2015 y finalizó el 18 de diciembre de 2015. El ganador fue el "Equipo Rojo", conformado por: Mario Irivarren, Paloma Fiuza, Francisco "Pancho" Rodríguez, Lisset Lanao, Israel Dreyfus, Alejandra Baigorria y Bruno Agostini; consagrándose hexacampeónes. Said Palao y Karen Dejo pertenecientes al "Equipo verde", obtuvieron el título de mejores combatientes de la temporada.

- La décima temporada inició el 15 de febrero del 2016 y finalizó el 8 de julio de 2016.[37] El ganador fue el "Equipo Verde", conformado por: Francisco "Pancho" Rodríguez, Lisset Lanao, Said Palao, Elizabeth Márquez, Israel Dreyfus, Michela Elías y David "Pantera" Zegarra; consagrándose tetracampeones. Francisco "Pancho" Rodríguez y Lisset Lanao pertenecientes al "Equipo verde", obtuvieron el título de mejores combatientes de la temporada.

- La undécima temporada inició el 11 de julio del 2016 y finalizó el 9 de septiembre de 2016. El ganador fue el "Equipo verde", conformado por: Francisco "Pancho" Rodríguez, Lisset Lanao, Andre Castañeda, Elizabeth Márquez, Fabio Agostini, Spheffany Loza, David "Pantera" Zegarra, Julieta Rodríguez, Paula "Polly" Ávila y Macarena Gastaldo; consagrándose pentacampeones. Francisco "Pancho" Rodríguez y Lisset Lanao pertenecientes al "Equipo verde", obtuvieron el título de mejores combatientes de la temporada.

- La duodécima temporada inició el 12 de septiembre de 2016 y finalizó el 20 de diciembre de 2016. El ganador fue el "Equipo verde", conformado por: Francisco "Pancho" Rodríguez, Karen Dejo, Andre Castañeda, Elizabeth Márquez, Bruno Agostini, Wendy Rincón, David "Pantera" Zegarra, Mailyn Otero, José Luis Benzaquén "Jota Benz" y Vania Bludau; consagrándose hexacampeónes. Francisco "Pancho" Rodríguez y Karen Dejo pertenecientes al "Equipo verde", obtuvieron el título de

- La decimotercera temporada inició el 23 de enero de 2017, bajo el nombre de «Combate Comando»,[38] y finalizó el 19 de junio de 2017. El ganador fue el "Equipo Verde", conformado por: Francisco "Pancho" Rodríguez, Elizabeth Márquez, Austin Palao, Michela Elías, José Luis Benzaquén "Jota Benz", Mailyn Otero, Duilio Vallebuona y Diego Chávarri; consagrándose heptacampeones. Austin Palao y Macarena Vélez pertenecientes al "Equipo verde y rojo" respectivamente, obtuvieron el título de mejores combatientes de la temporada.

- La decimocuarta temporada inició el 20 de junio de 2017, bajo el nombre de «CBT: La Unión de las Fuerzas» y finalizó el 21 de diciembre del 2017. El ganador fue el "Equipo Rojo", conformado por: Said Palao, Paula Ávila, Emilio Jaime, Michela Elías, Andre Castañeda, Spheffany "Tepha" Loza, David "Pantera" Zegarra y Brenda Carvalho. Said Palao perteneciente al "Equipo Rojo" y Ducelia Echevarría pertenecientes al "Equipo verde", obtuvieron el título de mejores combatientes de la temporada.

- La decimoquinta temporada inició el 28 de enero del 2018, bajo el nombre de «Combate Con todo, menos miedo» y finalizó el 21 de septiembre del 2018. El ganador fue el "Equipo Rojo", conformado por: Said Palao, Korina Rivadeneira, José Luis Benzaquén "Jota Benz", Michela Elías, Mario Berrios, Paula "Polly" Ávila, Bruno Agostini, Luciana Fuster, Ignacio Angeldonis, Israel Dreyfus y David "Pantera" Zegarra. Duilio Vallebuona perteneciente al "Equipo Verde" y Michela Elías perteneciente al "Equipo Rojo", obtuvieron el título de mejores combatientes de la temporada.

- La decimosexta temporada de Combate inició el día lunes 5 de noviembre del 2018 y finalizó el 14 de diciembre del 2018. El sistema de competencia consistía en que todos los días se enfrentaban los equipos rojos y verdes, es decir, de lunes a viernes competirán en diversas pruebas las cuales valen una cantidad determinada de puntos y de esta manera se daba a conocer quién era el ganador del día y así acumular más días. El equipo ganador por mayor cantidad de días ganados fue "La Fuerza Verde", conformado por: Francisco "Pancho" Rodríguez, Diana Sánchez, Leandro Cabello, Spheffany Loza, Emilio Jaime, Elizabeth Márquez, Gino Assereto, Brenda Carvalho, David "Pantera" Zegarra y Korina Rivadeneira. El día 13 de diciembre Gian Piero Díaz anunció lo cual sería que esa misma temporada sería la última temporada de Combate y que la final sería al día siguiente, siendo el último programa en vivo el día 14 de diciembre del 2018. Hasta el 28 de diciembre de 2018, se emitieron programas grabados previamente a la gran final de la temporada como especiales de Combate de Verano donde los participantes del programa sin equipos fijos competían por premios.

### Formatos especiales
En noviembre de 2013, se pausa la cuarta temporada para que entre el formato La Revancha, donde los equipos tendrían a sus integrantes de la final de la tercera temporada, e iban rotando con los demás integrantes, los cuales pasaron al Equipo Amarillo. Los equipos verde y rojo, fueron capitaneados por Mario Hart y Julian Zucchi, respectivamente; el cual días después renunció, y por ello entró como capitán Jenko del Río, hasta el final de este formato especial. La Revancha finalizó el 20 de diciembre y el ganador fue el "Equipo verde", conformado por: Mario Hart, Alejandra Baigorria, Israel Dreyfus, Diana Sánchez y Ernesto Jiménez.

En septiembre de 2018, al finalizar la decimoquinta temporada se dio a conocer un nuevo formato, El origen del origen, indicando además que la competencia será de dos equipos, el primero conformado por integrantes de Combate a cargo de Marisol Crousillat, y el segundo conformado por los exintegrantes del programa Esto es guerra, junto a combatientes a cargo de Cathy Sáenz. 
Cathy Sáenz y el equipo de Guerra ganaron esta temporada especial y quedó como productora del programa.

## Equipos
La siguiente tabla muestra a los equipos que llegaron a la final de la última temporada del programa en 2018:
| Equipo       | Integrantes |
| ------------ | --- |
| Equipo Verde | - Mario Hart - Francisco «Pancho» Rodríguez - Diana Sánchez - Emilio Jaime - Korina Rivadeneira - Leandro Cabello - Elizabeth Márquez - Gino Assereto - Spheffany «Tepha» Loza - David «Pantera» Zegarra - Brenda Carvalho - Alejandra Baigorria             |
| Equipo Rojo  | - Said Palao - Paula «Polly» Ávila - Israel Dreyfus - Michela Elías - Alejandro «Zumba» Benites - Luana Barrón - Bruno Agostini - Ducelia Echevarría - José Luis «Jota Benz» Benzaquén - Isabel Acevedo - Duilio Vallebuona - Alessia Drago - Gino Pesaressi |

## Controversias
Las similitudes de formato que tiene este programa con su competencia en el horario, Esto es guerra (que inició en mayo de 2012), han generado que muchos fanáticos de Combate tilden de "copia" al programa de América Televisión. La productora Marisol Crousillat afirmó que Esto es guerra copiaba a Combate, a su vez Gian Piero Díaz y Renzo Schuller expresaron abiertamente su malestar ante cámaras. Sin embargo, Mariana Ramírez del Villar, productora de Esto es guerra, restó importancia a las acusaciones, aduciendo que son «manotazos de ahogado» puesto que les ganaban en audiencia.
El presentador chileno del programa Calle 7, Jean Philippe Cretton, durante una de las emisiones de su programa expresó su molestia por las similitudes entre los formatos de Perú, Costa Rica y Ecuador, diciendo que Calle 7 sí es un formato original, acusando de "copiones" a los demás programas.
La productora Cathy Sáenz reconoció que tanto Combate como su rival Esto es guerra enfocaron su público a amas de casa, lo que aprovechó el uso de programas enfocados al público femenino para «[seguir] la vaina».

### Contenido sugestivo
En marzo de 2013, una petición social alojada en el portal Change.org y dirigida a Indecopi, solicitó la firma de mil 545 ciudadanos para que los realities Esto es guerra y Combate respeten el horario de protección al menor. Ambos realities han recibido bastantes críticas a través de las redes sociales, catalogándolos de "televisión basura".
En 2015 la producción fue motivo de malestar en El taburete del saber, que le costó una sanción monetaria en este año. En 2017 fue multada nuevamente por emitirse Resbalados, mientras que su segundo juego, Se lo robaron, tuvo que cancelarse para prevenir futuras infracciones.

### Intenciones de agresión
En el 2013, los concursantes Israel Dreyfus y Alejandro Benítez "Zumba", protagonizaron pleitos en un juego del programa, cuando ambos participantes se lanzaron patadas mutuamente, razón por la cual ambos concursantes fueron sancionados por la producción.
En el mismo año, los concursantes Christian Domínguez y David "Pantera" Zegarra, tuvieron una acalorada discusión en el reality, cuando Domínguez acusó a Zegarra de hacer trampa en un juego, tras ello Zegarra empujó a Domínguez y más adelante lanzó su casco contra él. Tras el incidente, los conductores mandaron a los cortes comerciales, y la pelea continuó detrás de cámaras.
También en ese año los padres de Carolina Gamarra Rojas, denunciaron maltrato psicológico luego de fue la joven fuera "explotada" y posteriormente eliminada de cuarta temporada. Según declaraciones de sus familares, durante el "maltrato comunitario" la producción no realizó muestras de apoyo a la concursante. Días después, la producción pidió disculpas del incidente.

### Otras controversias
La falta de conocimiento de los participantes para responder preguntas de cultura general ha sido criticada en las redes sociales, y también por el periodista Beto Ortiz. La participante Paloma Fiuza declaró a la prensa: «La producción nos pide equivocarnos por rating». Por su parte, Cathy Sáenz reconoció en 2024 que todos los concursantes se sometieron a cursos con el objetivo de ampliar sus conocimientos artísticos posteriores a su participación en el programa.
Por otro lado, la veracidad de los romances exhibidos en este reality show ha sido puesta en duda varias veces por la prensa local, caso que Marisol Crousillat admitió la fabricación de estos en 2022. Otro hecho que originó bastantes críticas por parte de los usuarios de las redes sociales fue la transmisión en vivo del parto del hijo de la participante Sheyla Rojas.
En diciembre del 2016, la concursante Julieta Rodríguez, fue expulsada del programa, luego de que un programa de espectáculos difundiera unos audios donde la argentina, presuntamente en estado de ebriedad o bajo el efecto de sustancias narcóticas, se expresaba despectivamente de los peruanos con adjetivos y calificativos xenófobos.
En octubre del 2017, el participante Diego Chávarri fue separado del programa, al ser detenido por conducir su auto en aparente estado de ebriedad.
En marzo de 2025, la exconcursante Macarena Vélez denunció en El valor de la verdad que la producción del programa le había pedido que adelgazara para seguir en el elenco. Se filtró un vídeo en el que se la veía reclamar por las burlas hacia su apariencia física. Renzo Schuller reconoció que no estaba al tanto de las decisiones internas de la producción ni podía intervenir en ellas. El exconcursante Zumba negó que existiera discriminación por su contextura física y descartó que para continuar en el reality tuviera que «estar flaco o pichicateado».

## Premios y nominaciones
| Premio                                   | Año  | Categoría                                       | Resultado | Ref.   |
| ---------------------------------------- | ---- | ----------------------------------------------- | --------- | ------ |
| Premios Luces de El Comercio             | 2011 | Mejor programa concurso                         | Ganador   | [ 74 ] |
| Premios Luces de El Comercio             | 2012 | Mejor programa concurso (compartido con Yo soy) | Ganador   | [ 75 ] |
| Premios Luces de El Comercio             | 2013 | Mejor programa de competencia                   | Ganador   | [ 76 ] |
| Premios Luces de El Comercio             | 2014 | Mejor programa de competencia                   | Ganador   | [ 77 ] |
| Lo mejor del espectáculo de La República | 2014 | Mejor reality juvenil                           | Ganador   | [ 78 ] |

Otros reconocimientos:
- 2013: Confederación Nacional de Comerciantes por su “excelencia empresarial en mérito a su destacada labor y éxito”.[79]